# Fábio Konder Comparato
Fábio Konder Comparato (Santos, 8 de outubro de 1936) é um jurista, advogado e escritor brasileiro. É professor emérito da Faculdade de Direito da Universidade de São Paulo, onde foi professor titular.

## Biografia

### Carreira acadêmica
Neto do político Marcos Konder, Fábio Konder Comparato formou-se em direito pela Universidade de São Paulo (USP) em 1959. Na mesma universidade, recebeu o título de livre-docente em 1966.
Tornou-se doutor em direito pela Universidade de Paris em 1963, além de doutor honoris causa da Universidade de Coimbra em 1999.
Em 16 de janeiro de 1976, foi nomeado professor titular da Faculdade de Direito da Universidade de São Paulo, em regime integral, dedicado ao ensino e à pesquisa. Aposentou-se em 2006.
Em 2009, recebeu o título de Professor Emérito da Faculdade de Direito da Universidade de São Paulo.
Especializou-se inicialmente em direito comercial, tendo publicado O Poder de Controle na Sociedade Anônima. Atualmente dedica-se a outras áreas, especialmente direito constitucional, direito do desenvolvimento e direitos humanos.
É um dos fundadores da Escola de Governo, entidade que tem por objetivo a formação de governantes e já está presente em vários estados da federação  

### Posições políticas
É simpatizante do MST, tendo por diversas vezes criticado a criminalização do movimento.  "Eu acho que o MST é um dos poucos movimentos e entidades da sociedade civil que é respeitado e temido pelos poderes constituídos. E isso é muito importante porque, no que se refere à reforma agrária, nada sai sem pressão de baixo para cima (...) Acontece que a Constituição não permite a desapropriação por reforma agrária de propriedades produtivas, mas a propriedade produtiva só por si não cumpre a sua função social. Para cumprir sua função social, ela tem de respeitar as regras trabalhistas, respeitar o meio ambiente. E quando isso não é feito, o Poder Executivo tem não apenas o poder, mas o dever de desapropriar." 

Foi um dos advogados que apresentaram o pedido de impeachment do presidente Fernando Collor em 1992.
Em 2003, junto ao também professor e advogado Celso Antônio Bandeira de Mello, recomendou ao presidente Luiz Inácio Lula da Silva o nome de Carlos Ayres Britto para o cargo de ministro do Supremo Tribunal Federal, sendo a indicação aceita por Lula.
Em fevereiro de 2009 foi criticado pelo jornal Folha de S. Paulo após enviar carta de repúdio à redação deste pela utilização do termo "ditabranda" num editorial para definir a ditadura militar  no Brasil. De acordo com o jornal, a indignação de Comparato, assim como a de Maria Victoria de Mesquita Benevides, professora da Faculdade de Educação da Universidade de São Paulo, seria "cínica e mentirosa", pois ambos "até hoje não expressaram repúdio a ditaduras de esquerda, como aquela ainda vigente em Cuba". Em reportagem exibida no programa Domingo Espetacular da Rede Record, a professora de História Maria Aparecida Aquino declarou que a imprensa de qualquer país iria gostar da contribuição intelectual de pessoas do quilate Comparato e Benevides.

## Obras
Lista parcial
- A Oligarquia Brasileira. São Paulo: Contracorrente, 2017.
- A Civilização Capitalista. São Paulo: Editora Saraiva, 1ª edição, 2013. ISBN 9788502200340
- Ética - Direito, Moral e Religião no Mundo Moderno. São Paulo: Cia das Letras, 2006. ISBN 8535908234
- Afirmação Histórica dos Direitos Humanos. São Paulo: Editora Saraiva, 4ª edição, 2005. ISBN 8502053744
- O Poder de Controle na Sociedade Anônima (com Calixto Salomão Filho). São Paulo: Editora Forense, 4ª edição, 2005. ISBN 853091399X
- Que é a Filosofia do Direito (em parceria com Eros Roberto Grau,  Alaor Caffe Alves, Celso Lafer e Gofredo da Silva Telles Jr.). São Paulo: Editora Manole, 2004. ISBN 8520421342
- Direito Público - Estudos e Pareceres. São Paulo: Editora Saraiva, 1996. ISBN 8502016180
- Direito Empresarial. São Paulo: Editora Saraiva, 1995. ISBN 8502006940
- Sociedade Anônima: I Ciclo de Conferência para Magistrados (com Arnoldo Wald). São Paulo: Editora IBCB, 1993.
- Para Viver a Democracia. São Paulo: Editora Brasiliense, 1989. ISBN 8511140743
- Educação, Estado e Poder. São Paulo: Editora Brasiliense, 1987.
- Muda Brasil - Uma Constituição para o desenvolvimento democrático. São Paulo: Editora Brasiliense, 1987.